# Карымский район
Кары́мский район — административно-территориальная единица (район) и муниципальное образование (муниципальный район) в Забайкальском крае Российской Федерации.
Административный центр — посёлок городского типа Карымское.

## География
Район расположен в центральной части Забайкальского края. Район занимает межгорные равнины и среднегорья, расположенные в бассейне р. Ингода. В пределах района расположены хребты: Даурский, Могойтуйский, Нерчинско-Куэнгинский, Черского. Приречные Ингодинские равнины имеют самый низкий в районе пояс высот (600—640 м). Верхний пояс образуют среднегорные хребты (900—1000 м). Имеются месторождения: Кадахтинское месторождение строительного камня, Карымское месторождение кирпичного глинистого сырья, Тыргетуйское месторождение сурьмы, золотоносные россыпи по р. Тура, Сыпчугурское месторождение золота и др. Большую ценность представляют холодные минеральные источники Дарасун, Олентуй.
Климат резко континентальный со средняя температурами в июле +16 ÷ +18 °C (максимальная +37 °C). Зима холодная, средняя температура в январе от −24 ÷ −28 °C (абс. минимум −49 °C). Кол-во осадков не превышает 350—400 мм/год. Весна и начало лета засушливы. Вегетационный период 120—140 дней. По долине р. Ингода распространены горные чернозёмы бескарбонатные или малокарбонатные глубокопромерзающие. На севере они сменяются горными мерзлотно-таёжными дерновыми, на юге — горными мерзлотно-таёжными оподзоленными. На равнинах встречаются мерзлотно-луговые почвы. В районе преобладают таёжный, лесостепной, боровой и луговой типы местности. Тайга лиственничная с кустарниковым подлеском. Наиболее хорошо освоенные и важные в хозяйственном отношении типы местности приурочены к днищам и склонам межгорных понижений и долинам рек, из которых наиболее значимы Ингода и Тура. На территории района создан Ульдургинский заказник.

## История
Район образован 12 января 1926 года. До 1 марта 2008 года район находился в составе Читинской области.

## Население
| 2002    | 2007    | 2009    | 2010    | 2011    | 2012    | 2013    | 2014    | 2015    |
| ------- | ------- | ------- | ------- | ------- | ------- | ------- | ------- | ------- |
| 37 920  | ↘36 500 | ↘36 086 | ↗37 161 | ↘37 055 | ↘36 748 | ↘36 475 | ↘36 149 | ↘35 926 |
| 2016    | 2017    | 2018    | 2019    | 2020    | 2021    |         |         |         |
| ↘35 735 | ↘35 478 | ↘35 291 | ↘34 846 | ↘34 429 | ↘33 867 |         |         |         |

### Национальный состав
Русские 35575 чел.(95,73%)
Буряты 372 чел.(1%)
Остальные 1214 чел.(3,26%)

### Урбанизация
В городских условиях (пгт Дарасун, Карымское и Курорт-Дарасун) проживают  62,3 % населения района.

## Муниципально-территориальное устройство
В муниципальный район входят 13 муниципальных образований, в том числе 3 городских поселения и 10 сельских поселений:
| №        | Муниципальное образование | Административный центр         | Количество населённых пунктов | Население (чел.) | Площадь (км²) |
| -------- | ------------------------- | ------------------------------ | ----------------------------- | ---------------- | ------------- |
| 1e-06    | Городские поселения       |                                |                               |                  |               |
| 1        | Дарасунское               | пгт Дарасун                    | 1                             | ↘6352            | 12,69         |
| 2        | Карымское                 | пгт Карымское                  | 1                             | ↘12 124          | 492,24        |
| 3        | Курорт-Дарасунское        | пгт Курорт-Дарасун             | 2                             | ↘2662            | 41,12         |
| 3.000002 | Сельские поселения        |                                |                               |                  |               |
| 4        | Адриановское              | посёлок при станции Адриановка | 2                             | ↘1023            | 15,41         |
| 5        | Большетуринское           | село Большая Тура              | 1                             | ↗1692            | 2,39          |
| 6        | Жимбиринское              | село Жимбира                   | 2                             | ↘368             | 363,90        |
| 7        | Кадахтинское              | село Кадахта                   | 2                             | ↗1131            | 12,78         |
| 8        | Кайдаловское              | село Кайдалово                 | 5                             | ↗1169            | 480,90        |
| 9        | Маякинское                | село Маяки                     | 3                             | ↗738             | 14,43         |
| 10       | Нарын-Талачинское         | село Нарын-Талача              | 3                             | ↘724             | 2089,28       |
| 11       | Новодоронинское           | село Новодоронинск             | 1                             | ↘347             | 82,84         |
| 12       | Тыргетуйское              | село Тыргетуй                  | 3                             | ↘1642            | 535,89        |
| 13       | Урульгинское              | село Урульга                   | 2                             | ↗3895            | 42,50         |

## Населённые пункты
В Карымском районе 28 населённых пунктов, в том числе 3 городских (3 посёлка городского типа) и 25 сельских (из них 1 посёлок (сельского типа), 3 посёлка при станции и 21 село):
| №  | Населённый пункт | Тип                 | Население      | Муниципальное образование |
| -- | ---------------- | ------------------- | -------------- | ------------------------- |
| 1  | Адриановка       | посёлок при станции | #Н/Д           | Адриановское              |
| 2  | Атамановка       | село                | ↘63 (2021)     | Кайдаловское              |
| 3  | Большая Тура     | село                | ↗1692 (2021)   | Большетуринское           |
| 4  | Верхняя Талача   | село                | ↘237 (2021)    | Нарын-Талачинское         |
| 5  | Дарасун          | пгт                 | ↘6352 (2021)   | Дарасунское               |
| 6  | Жимбира          | село                | ↘396 (2021)    | Жимбиринское              |
| 7  | Зубковщина       | село                | ↘69 (2021)     | Маякинское                |
| 8  | Кадахта          | село                | ↘1041 (2021)   | Кадахтинское              |
| 9  | Кайдалово        | село                | ↘648 (2021)    | Кайдаловское              |
| 10 | Каланга          | село                | ↘40 (2021)     | Курорт-Дарасунское        |
| 11 | Карымское        | пгт                 | ↘12 124 (2021) | Карымское                 |
| 12 | Кумахта          | село                | ↘95 (2021)     | Тыргетуйское              |
| 13 | Курорт-Дарасун   | пгт                 | ↘2622 (2021)   | Курорт-Дарасунское        |
| 14 | Маяки            | село                | ↘284 (2021)    | Маякинское                |
| 15 | Нарын-Талача     | село                | ↘617 (2021)    | Нарын-Талачинское         |
| 16 | Новодоронинск    | село                | ↘347 (2021)    | Новодоронинское           |
| 17 | Олентуй          | посёлок             | ↘315 (2021)    | Маякинское                |
| 18 | Подлесное        | село                | ↘73 (2021)     | Кайдаловское              |
| 19 | Поселье          | село                | ↗360 (2021)    | Урульгинское              |
| 20 | Северная Кадахта | село                | 12 (2021)      | Кадахтинское              |
| 21 | Седловая         | посёлок при станции | ↘51 (2021)     | Адриановское              |
| 22 | Солонцово        | село                | ↘110 (2021)    | Жимбиринское              |
| 23 | Средняя Талача   | село                | ↘156 (2021)    | Нарын-Талачинское         |
| 24 | Тарская          | посёлок при станции | ↘122 (2021)    | Кайдаловское              |
| 25 | Тыргетуй         | село                | ↘1004 (2021)   | Тыргетуйское              |
| 26 | Урульга          | село                | ↗3535 (2021)   | Урульгинское              |
| 27 | Усть-Нацигун     | село                | ↘35 (2021)     | Кайдаловское              |
| 28 | Шара-Горохон     | село                | ↘1153 (2021)   | Тыргетуйское              |

14 апреля 2000 года был упразднен с. Васильевск.
19 января 2005 года был упразднен разъезд 66.
Законом Забайкальского края от 25 декабря 2013 года было принято решение на территории района образовать новые сёла Северная Кадахта и Золотуево (путём выделения из села Кадахта).  На федеральном уровне соответствующее наименование селу Северная Кадахта было присвоено Распоряжением Правительства Российской Федерации от 1 марта 2016 года N 350-р. Село Золотуево так и не было выделено, а законом от 6 апреля 2021 года оно было окончательно упразднено и возвращено в черту села Кадахта.

## Экономика
Основой экономики развития района являются железнодорожный транспорт и машиностроение, представленное ОАО «Дарасунский завод горного оборудования», выпускающим породопогрузочные машины, пневмодвигатели, бурильные шахтные установки, запасные части к сельскохозяйственному оборудованию. Станция Карымское — крупный железнодорожный узел. Осуществляется заготовка и вывоз древесины, производство лесоматериалов, мебели, строительных материалов. Действуют Карымский лесхоз и Карымский сельский лесхоз. Сельхозпредприятия района входят в пригородную зону, обеспечивая население Читы цельным молоком, овощами и картофелем, выращиваются зерновые. Сельхозпроизводство ведут кооперативное хозяйство «Талачинский» (с. Нарын-Талача), МУП «Тыргетуйское» (с. Тыргетуй), «Родина» (с. Адриановка), ТОО «Искра» (пгт Дарасун) и др.

## Транспорт
С запада на восток район пересекает Забайкальская железнодорожная магистраль, протяжённостью 150 км, по которой осуществляются основные грузовые и пассажирские перевозки. Протяжённость автодорог 384 км, 3 автотрассы: «Чита—Кыра», «Чита—Забайкальск», «Чита—Чернышевск».

## Образование и культура
На 2000 год в районе функционировали 24 дневных общеобразовательных учреждения, в том числе Детская школа искусств в посёлке Карымское, 22 библиотеки, 20 клубов, 4 больницы и 15 фельдшерско-акушерских пунктов. Издаётся еженедельная газета «Красное знамя».

## Достопримечательности
На территории района расположен памятник архитектуры и градостроительства, ныне недействующая Свято-Троицкая церковь (в селе Кайдалово), памятники археологии — Дарасун и Урульга (см. Культура плиточных могил). Действует бальнеологический курорт «Дарасун», до 1992 года функционировал горно-климатический курорт «Олентуй».